# Limba piemonteză
Limba piemonteză este, conform diferiților lingviști, fie un dialect al limbii italiene, fie o limbă romanică de sine stătătoare, vorbită în nord-vestul Italiei.